# Güer Aike
Güer Aike is een departement in de Argentijnse provincie Santa Cruz. Het departement (Spaans:  departamento) heeft een oppervlakte van 33.841 km² en telt 92.878 inwoners.

## Plaatsen in departement Güer Aike
- Bella Vista
- Cabo Vírgenes
- Cerro Leon
- El Turbio
- El Turbio Viejo
- Esperanza
- Fuentes del Coyle
- Güer Aike
- J. Dufour
- Mina 3
- Punta Loyola
- Río Gallegos
- Río Turbio
- Rospentek Aike
- Veintiocho de Noviembre